# John Maxwell
John Riley Maxwell (16 de julho de 1871 — 3 de junho de 1906) foi um golfista norte-americano que competiu no golfe nos Jogos Olímpicos de Verão de 1904, onde foi integrante da equipe norte-americana que conquistou a medalha de prata. Ele terminou em vigésimo primeiro nesta competição.